# Добрев, Иван
Иван Добрев (болг. Иван Добрев, 25 марта 1922, Кичево, Третье Болгарское царство — 26 мая 2021) — видный участник болгарского коммунистического партизанского движения во время Второй мировой войны. Командир 1-го Варненского отряда, заместитель командующего 10-й Варненской повстанческой оперативной зоной в составе Народно-освободительной повстанческой армии (НОВА); после войны адмирал ВМС Болгарии и командующий ВМФ Народной Республики Болгарии.

## Биография
Иван Добрев родился 25 марта 1922 года в селе Джеферли (ныне Кичево) Варненской области в семье гагаузов. Член Рабочего Союза Молодежи с 1937 года, член Коммунистической партии с 1942 года.
В начале 1941 года был приговорён к смертной казни за партизанскую деятельность, но чудом избежал своей гибели. В сентябре 1941 года ушёл в подполье и выступил в качестве организатора ремсов. В 1943 году стал партизаном. Командир Первого Варненского военного округа и Первого Варненского отряда. С апреля 1944 года член штаба и заместитель командира 10-й Варненской повстанческой оперативной зоны Народно-освободительной повстанческой армии.
18 мая 1944 года Генеральным штабом Народно-освободительной повстанческой армии был произведен в майоры. Название было подтверждено Постановлением Совета Министров от 11 сентября 1944 года после того, как Болгария стала союзницей СССР.
После операции 9 сентября 1944 года служил в БНА. Он поступил в первом звании майора в возрасте 22 лет и был назначен командиром гвардейской роты в Варне. Прошёл курс командиров рот при военном училище (София). Сначала изъявил желание служить в авиации, но весной 1945 года был направлен на флот командиром курсантской роты Высшего военно-морского училища (Варна). Осенью 1945 года получил военно-морское звание капитан-лейтенанта (ныне равное капитану III ранга), затем обучение на курсах штурманов в Высшем военно-морском училище (Варна) (впоследствии был зачислен в 45-й выпускной класс), а в сентябре 1947 года получил звание подполковника.
После получения в конце 1947 года из СССР эскадрильи эсминцев «Железняков» он был назначен старшим помощником командира.
Был направлен в Ленинград на курс Высшей школы командиров эскадрилий эсминцев (ВОЛСОК) на 12 месяцев с 1948 по 1949 года, незадолго до окончания был отозван в Москву и направлен в Севастополь для принятия командования нового эскадренного эсминца «Озорной», переименованного в «Георгий Димитров» (эскадронный эсминец).
В период с 20 октября 1950 по февраль 1951 года был командиром корабля «Георгий Димитров» (эскадрилья эсминцев), в 1951 году получил звание капитана 1-го ранга.
В дальнейшем до 1955 года был командиром других соединений и частей ВМФ.
В 1960 году был назначен командующим ВМФ НРБ и удостоен однозвёздного старшего офицерского звания контр-адмирала.
Оставаясь на этой должности 12 лет, он внёс особый вклад в развитие ВМФ как современного боеспособного вида вооруженных сил. В этот период ВМФ получил новые корабли из СССР, и его структура развивалась в соответствии с современными тенденциями. Он также внес большой вклад в развитие спорта, особенно водных видов спорта и плавания, будучи авторитетным спортивным деятелем; он лично занимается спортом для здоровья и в пример другим. В этот период ему последовательно были присвоены следующие воинские звания: в 1965 году имел двухзвездный старший чин вице-адмирала, а в 1969 году — трёхзвездный старший чин адмирала.
Был избран народным представителем в период с 1962 по 1990 год. С 1962 по 1966 год он был кандидатом в члены ЦК БКП, а с 1966 по 1990 год — членом ЦК БКП. Награждён почетным званием Героя Социалистического Труда и тремя орденами Георгия Димитрова.
Также занимался литературой. В 1987 году он написал и выпустил книгу «Звездни пътища» (Звездные пути), в 1989 году — «Смяна на вахтите» (Смена на вахте).
29 марта 2017 года 95-летие адмирала Ивана Добрева было отмечено в торжественной обстановке в ЦК, где поздравления от имени Красной Армии вручил полковник Василий Сазанович.
Умер 26 мая 2021 года. Его прах был развеян над Чёрным морем близ Варны.